# Ершова, Наталия Матвеевна
Наталия Матвеевна Ершова (9 сентября 1923, село Заградовка, Северный Казахстан — 25 июля 2013) — советский юрист, специалист по советскому и российскому семейному праву.

## Биография
Выпускница Алма-Атинского юридического института (1949).
доктор юридических наук с диссертацией по вопросам семьи в гражданском праве СССР (1979/1980); ведущий научный сотрудник в Институте государства и права АН СССР/РАН, профессор; член научно-консультативного совета Верховного Суда СССР и Верховного Суда РФ.
Скончалась 25 июля 2013 года.

## Работы
Наталия (Наталья) Ершова является автором и соавтором более 100 научных публикаций, включая несколько монографий; она специализируется, в основном, на проблемах семейного права в СССР и РФ:
- «Опека и попечительство над несовершеннолетними» (1957);
  - Опека и попечительство над несовершеннолетними по советскому праву / Ин-т права им. А. Я. Вышинского. Акад. наук СССР. — М.: Госюриздат, 1959. — 108 с.
- «Споры о праве на воспитание детей в семье» (1965);
- «Правовые вопросы воспитания детей в семье»;
- «Вопросы семьи в гражданском праве» (1977);
- «Имущественные правовые отношения в семье» (1979).
- Воспитание детей в неполной семье : Пер. с чеш. / З. Марова, З. Матейчек, С. Радванова и др.; Общ. ред. и послесл. Ершовой Н. М. — М.: Прогресс, 1980. — 206 с.
- Научно-практический комментарий к части второй ГК РФ (2002, 2004; соавтор).